# Anathem
Als Anathem oder Anathema (altgriechisch ἀνάθημα) bezeichnet man in der klassischen Archäologie ein Weihegeschenk, das einer Gottheit dargebracht wird. Solche Objekte wurden bei zahlreichen Ausgrabungen im griechischen Kulturraum entdeckt, beispielsweise in Delphi, Olympia und auf Kreta.
Wesensmerkmal ist die Übereignung an die Gottheit, das heißt, der Gegenstand geht in deren Besitz über. Auf diese Weise wird zum einen ein Opfer dargebracht, da ein materieller Wert vom Stifter auf die Gottheit übergeht, zum anderen wird die Weihung geschützt, da deren Zerstörung ein Frevel wäre. Auf diese Weise bleibt die Zuwendung an die Gottheit dauerhaft und kann langfristig einen positiven Einfluss für den Stifter sichern.